# Juglans major
Juglans major är en valnötsväxtart som först beskrevs av John Torrey, och fick sitt nu gällande namn av Heller. Juglans major ingår i släktet valnötter, och familjen valnötsväxter. Inga underarter finns listade i Catalogue of Life. Utbredning: Nordamerika.

## Bildgalleri

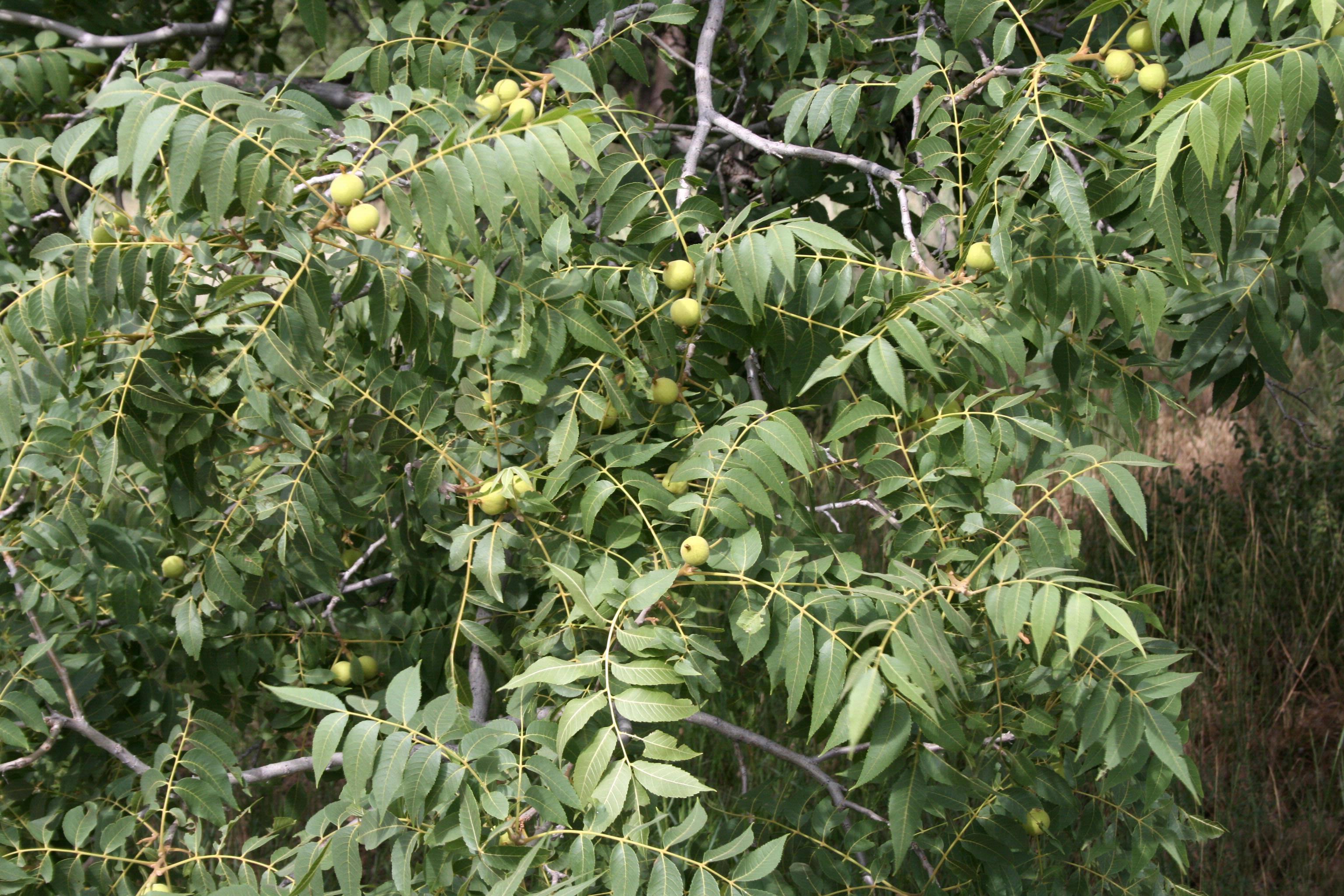
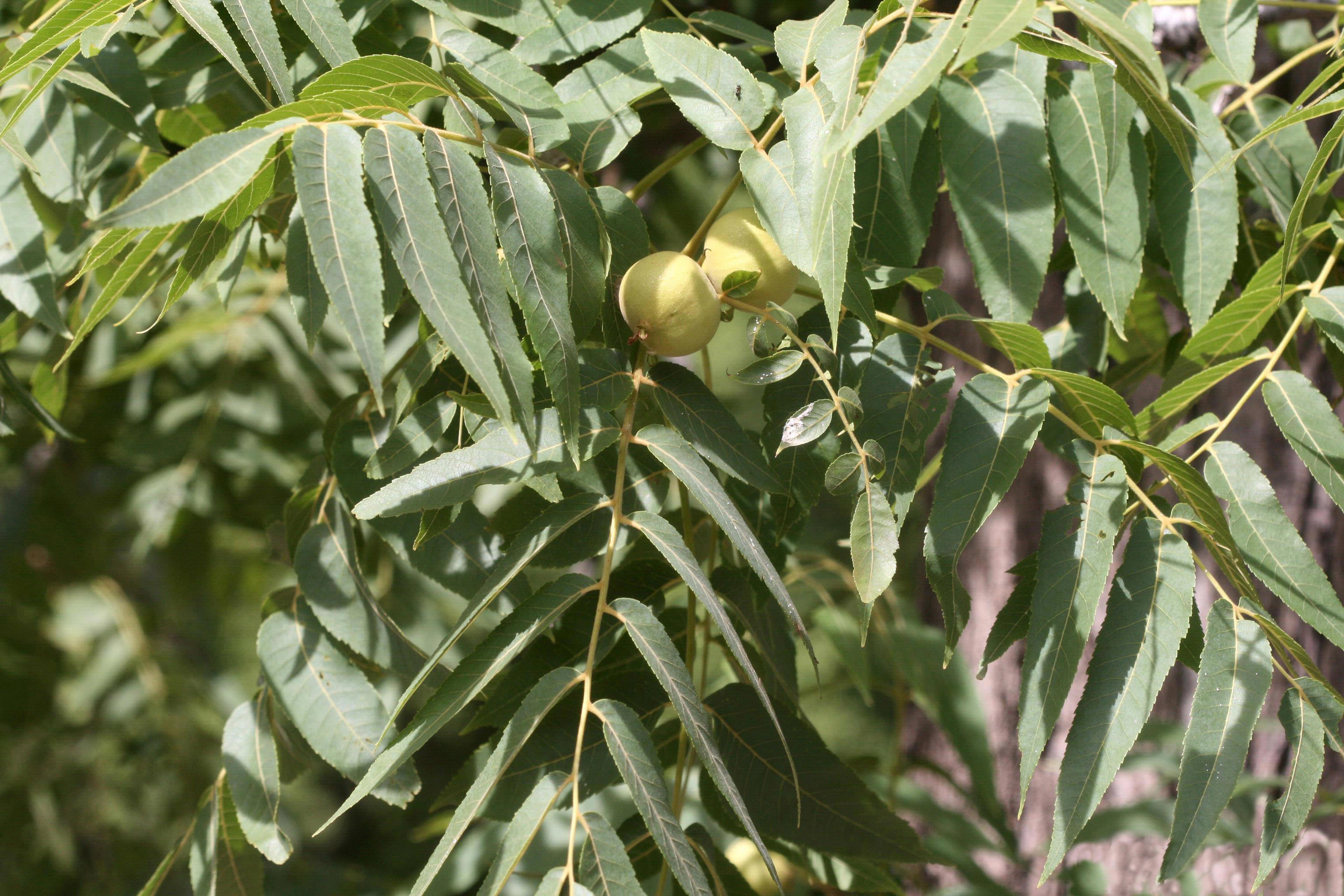
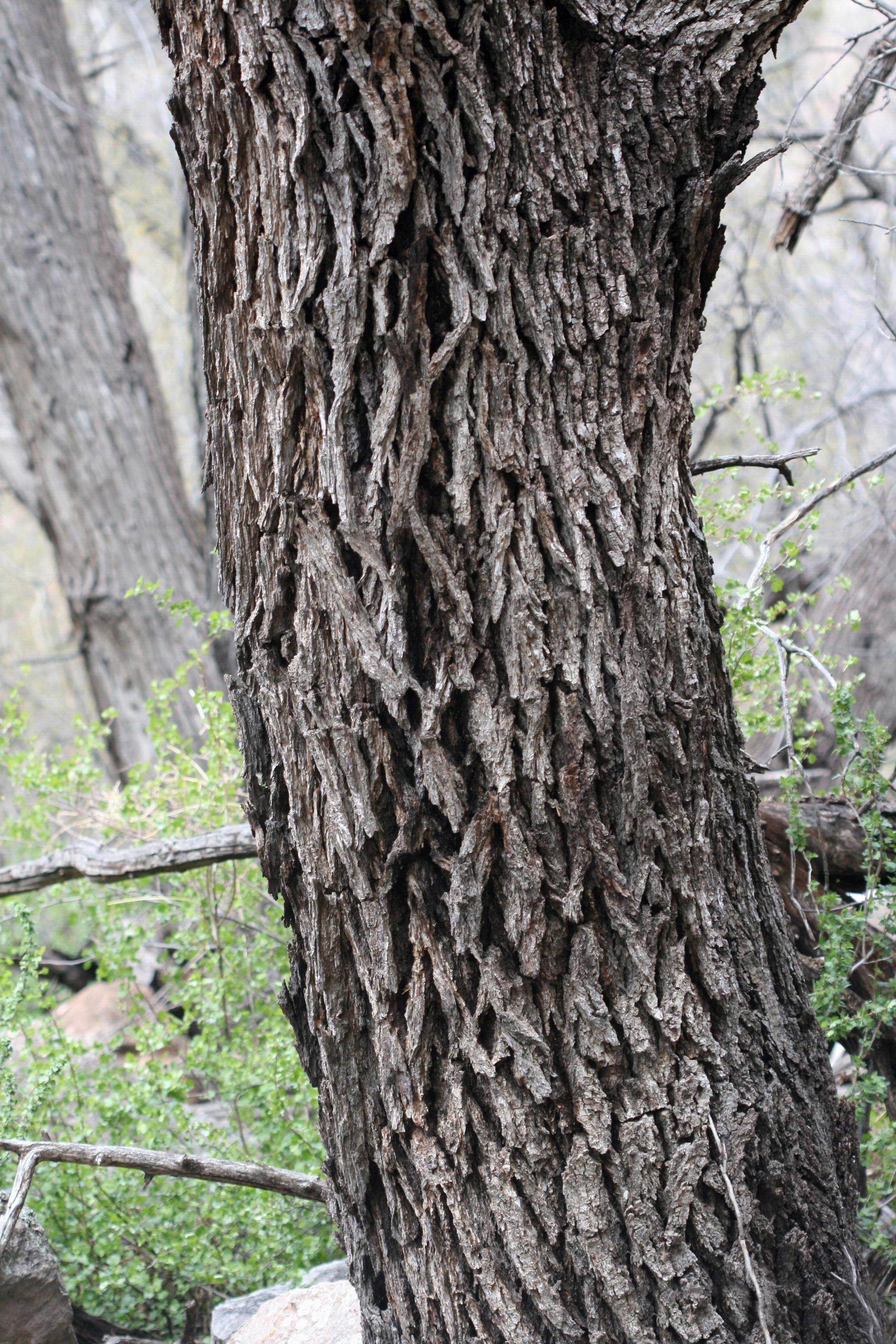
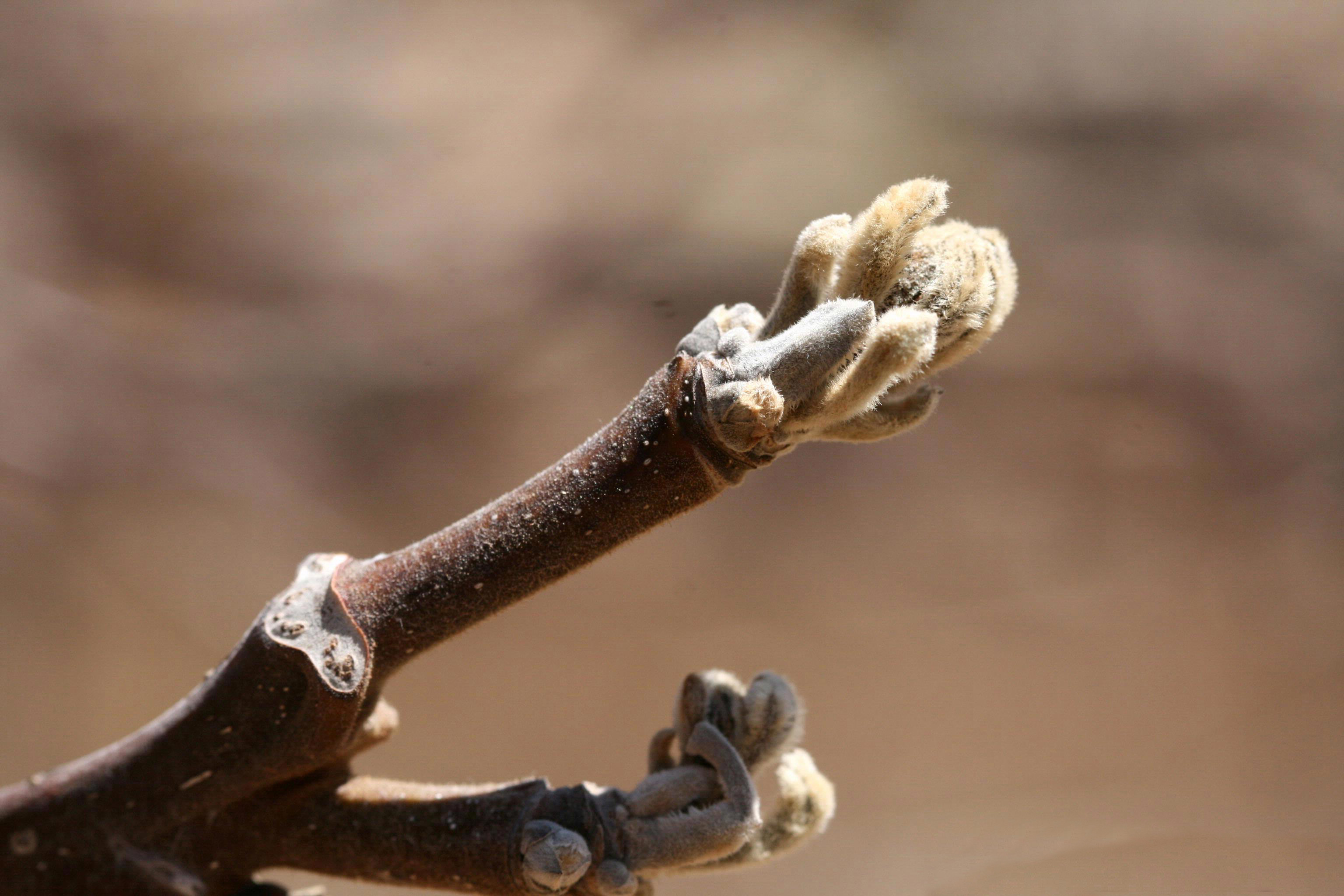
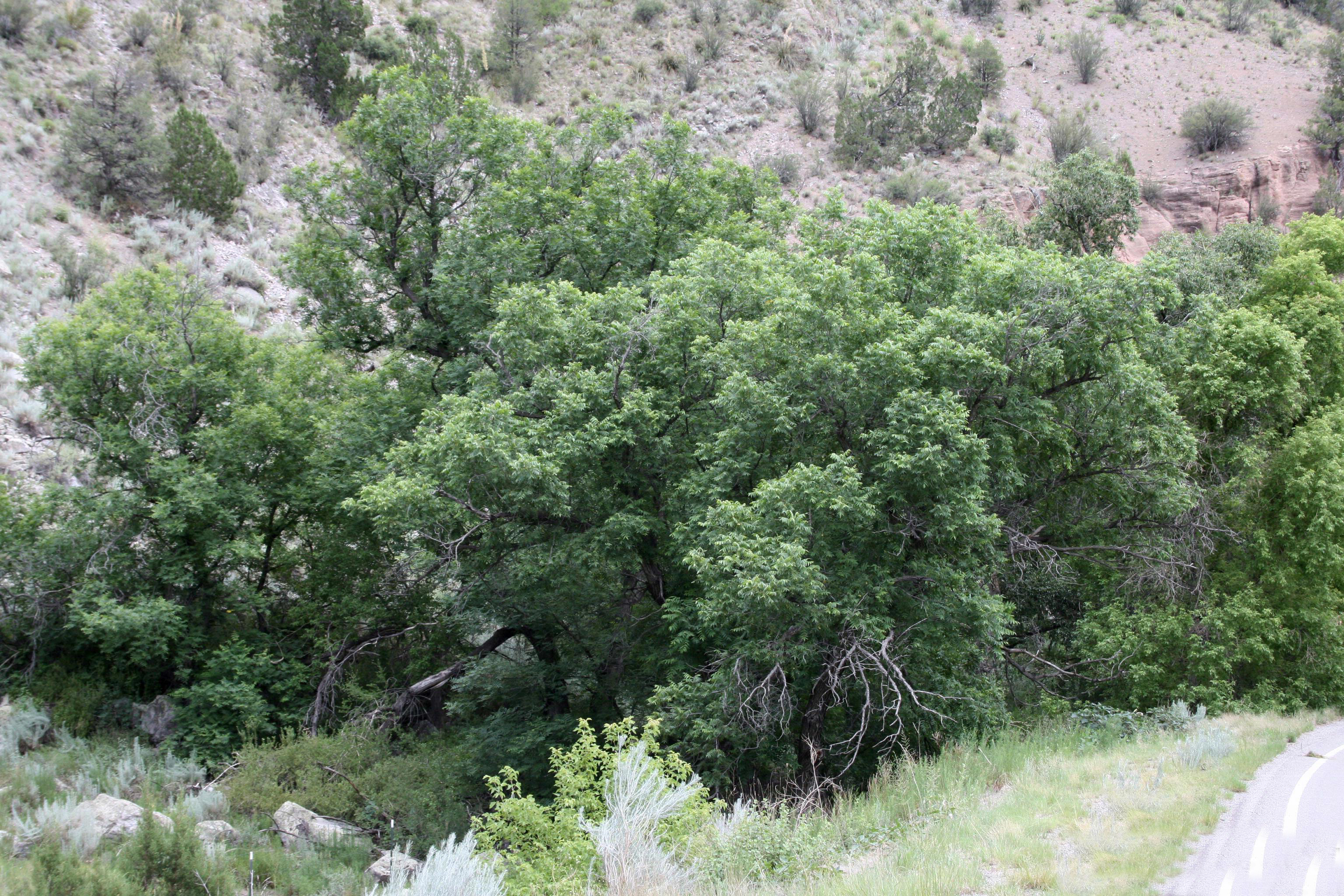